# Paryż-Nicea 2025
Paryż-Nicea 2025 – 83. edycja wyścigu kolarskiego Paryż-Nicea, która odbyła się w dniach od 9 do 16 marca 2025 na liczącej 1213 kilometrów trasie składającej się z 8 etapów i biegnącej z Le Perray-en-Yvelines do Nicei. Impreza kategorii 2.UWT była częścią UCI World Tour 2025.

## Etapy
| Etap | Data   | Start – Meta                                  | type                    | Dystans (km) | Suma wzniesień (m) | Zwycięzca etapu            | Lider            |
| ---- | ------ | --------------------------------------------- | ----------------------- | ------------ | ------------------ | -------------------------- | ---------------- |
| 1    | 9 mar  | Le Perray-en-Yvelines – Le Perray-en-Yvelines | pagórkowaty             | 156,5        | 1285 m             | Tim Merlier                | Tim Merlier      |
| 2    | 10 mar | Montesson – Bellegarde                        | płaski                  | 183,9        | 982 m              | Tim Merlier                | Tim Merlier      |
| 3    | 11 mar | Circuit de Nevers Magny-Cours – Nevers        | jazda drużynowa na czas | 28,4         | 264 m              | Team Visma \| Lease a Bike | Matteo Jorgenson |
| 4    | 12 mar | Vichy – La Loge des Gardes                    | górzysty                | 163,4        | 2737 m             | João Almeida               | Jonas Vingegaard |
| 5    | 13 mar | Saint-Just-en-Chevalet – La Côte-Saint-André  | pagórkowaty             | 203,3        | 2604 m             | Lenny Martinez             | Matteo Jorgenson |
| 6    | 14 mar | Saint-Julien-en-St-Alban – Berre-l'Étang      | płaski                  | 209,8        | 1555 m             | Mads Pedersen              | Matteo Jorgenson |
| 7    | 15 mar | Nicea – Auron                                 | górski                  | 147,8        | 3723 m             | Michael Storer             | Matteo Jorgenson |
| 8    | 16 mar | Nicea – Nicea                                 | górzysty                | 119,9        | 2713 m             | Magnus Sheffield           | Matteo Jorgenson |

## Uczestnicy

### Drużyny
| WorldTeams (18)- Alpecin-Deceuninck - Arkéa-B&B Hotels - Bahrain-Victorious - Cofidis - Decathlon AG2R La Mondiale Team - EF Education-EasyPost - Groupama-FDJ - Ineos Grenadiers - Intermarché-Wanty - Lidl-Trek - Movistar Team - Red Bull-BORA-hansgrohe - Soudal Quick-Step - Team Jayco AlUla - Team Picnic-PostNL - Team Visma \| Lease a Bike - UAE Team Emirates XRG - XDS Astana Team ProTeams (4)- Team TotalEnergies - Tudor Pro Cycling Team - Uno-X Mobility - Caja Rural-Seguros RGA |
| |

### Lista startowa
| Team Visma \| Lease a Bike TVL                       | Team Visma \| Lease a Bike TVL | Team Visma \| Lease a Bike TVL |
| ---------------------------------------------------- | ------------------------------ | ------------------------------ |
| Nr                                                   | Kolarz                         | Miejsce                        |
| 1                                                    | Matteo Jorgenson (USA)         | 1.                             |
| 2                                                    | Edoardo Affini (ITA) (ITT)     | 104.                           |
| 3                                                    | Victor Campenaerts (BEL)       | 56.                            |
| 4                                                    | Per Strand Hagenes (NOR)       | DNF-8                          |
| 5                                                    | Bart Lemmen (NED)              | 71.                            |
| 6                                                    | Jonas Vingegaard (DEN)         | DNS-6                          |
| 7                                                    | Axel Zingle (FRA)              | 53.                            |
| Dyrektor sportowy : Frans Maassen, Arthur Van Dongen |                                |                                |

| Soudal Quick-Step SOQ                          | Soudal Quick-Step SOQ       | Soudal Quick-Step SOQ |
| ---------------------------------------------- | --------------------------- | --------------------- |
| Nr                                             | Kolarz                      | Miejsce               |
| 11                                             | Maximilian Schachmann (GER) | 17.                   |
| 12                                             | Ayco Bastiaens (BEL)        | 102.                  |
| 13                                             | Yves Lampaert (BEL)         | 86.                   |
| 14                                             | Tim Merlier (BEL) (szosa)   | DNF-8                 |
| 15                                             | Dries Van Gestel (BEL)      | 76.                   |
| 16                                             | Bert Van Lerberghe (BEL)    | DNF-8                 |
| 17                                             | Ilan Van Wilder (BEL)       | 10.                   |
| Dyrektor sportowy : Tom Steels, Dries Devenyns |                             |                       |

| UAE Team Emirates XRG UAD                            | UAE Team Emirates XRG UAD      | UAE Team Emirates XRG UAD |
| ---------------------------------------------------- | ------------------------------ | ------------------------- |
| Nr                                                   | Kolarz                         | Miejsce                   |
| 21                                                   | Brandon McNulty (USA) (ITT)    | DNF-8                     |
| 22                                                   | João Almeida (POR)             | 6.                        |
| 23                                                   | Ivo Oliveira (POR)             | 105.                      |
| 24                                                   | Juan Sebastián Molano (COL)    | DNS-7                     |
| 25                                                   | Jhonatan Narváez (ECU) (szosa) | 37.                       |
| 26                                                   | Nils Politt (GER) (ITT)        | 40.                       |
| 27                                                   | Pawieł Siwakow (FRA)           | 85.                       |
| Dyrektor sportowy : Fabio Baldato, Simone Pedrazzini |                                |                           |

| Lidl-Trek LTK                                      | Lidl-Trek LTK           | Lidl-Trek LTK |
| -------------------------------------------------- | ----------------------- | ------------- |
| Nr                                                 | Kolarz                  | Miejsce       |
| 31                                                 | Mattias Skjelmose (DEN) | DNF-7         |
| 32                                                 | Julien Bernard (FRA)    | DNS-4         |
| 33                                                 | Ryan Gibbons (RSA)      | DNF-5         |
| 34                                                 | Daan Hoole (NED) (ITT)  | 57.           |
| 35                                                 | Alex Kirsch (LUX)       | 65.           |
| 36                                                 | Mads Pedersen (DEN)     | 26.           |
| 37                                                 | Otto Vergaerde (BEL)    | 79.           |
| Dyrektor sportowy : Steven De Jongh, Michael Schär |                         |               |

| Red Bull-Bora-Hansgrohe RBH                    | Red Bull-Bora-Hansgrohe RBH | Red Bull-Bora-Hansgrohe RBH |
| ---------------------------------------------- | --------------------------- | --------------------------- |
| Nr                                             | Kolarz                      | Miejsce                     |
| 41                                             | Aleksandr Własow            | 35.                         |
| 42                                             | Florian Lipowitz (GER)      | 2.                          |
| 43                                             | Ryan Mullen (IRL)           | 110.                        |
| 44                                             | Matteo Sobrero (ITA)        | 28.                         |
| 45                                             | Mick van Dijke (NED)        | 91.                         |
| 46                                             | Danny van Poppel (NED)      | DNF-2                       |
| 47                                             | Ben Zwiehoff (GER)          | 36.                         |
| Dyrektor sportowy : Patxi Vila, Shane Archbold |                             |                             |

| Team Jayco AlUla JAY                              | Team Jayco AlUla JAY         | Team Jayco AlUla JAY |
| ------------------------------------------------- | ---------------------------- | -------------------- |
| Nr                                                | Kolarz                       | Miejsce              |
| 51                                                | Ben O’Connor (AUS)           | 14.                  |
| 52                                                | Luke Durbridge (AUS) (szosa) | DNF-2                |
| 53                                                | Michael Hepburn (AUS)        | 111.                 |
| 54                                                | Michael Matthews (AUS)       | 55.                  |
| 55                                                | Kelland O’Brien (AUS)        | 66.                  |
| 56                                                | Mauro Schmid (SUI) (szosa)   | 33.                  |
| 57                                                | Max Walscheid (GER)          | DNS-7                |
| Dyrektor sportowy : Mathew Hayman, Pieter Weening |                              |                      |

| Ineos Grenadiers IGD                                | Ineos Grenadiers IGD       | Ineos Grenadiers IGD |
| --------------------------------------------------- | -------------------------- | -------------------- |
| Nr                                                  | Kolarz                     | Miejsce              |
| 61                                                  | Thymen Arensman (NED)      | 3.                   |
| 62                                                  | Tobias Foss (NOR)          | 9.                   |
| 63                                                  | Bob Jungels (LUX)          | 67.                  |
| 64                                                  | Magnus Sheffield (USA)     | 4.                   |
| 65                                                  | Ben Swift (GBR)            | 74.                  |
| 66                                                  | Joshua Tarling (GBR) (ITT) | 27.                  |
| 67                                                  | Samuel Watson (GBR)        | 77.                  |
| Dyrektor sportowy : Christian Knees, Leonardo Basso |                            |                      |

| Decathlon-AG2R La Mondiale DAT                   | Decathlon-AG2R La Mondiale DAT | Decathlon-AG2R La Mondiale DAT |
| ------------------------------------------------ | ------------------------------ | ------------------------------ |
| Nr                                               | Kolarz                         | Miejsce                        |
| 71                                               | Felix Gall (AUT)               | 18.                            |
| 72                                               | Bruno Armirail (FRA)           | 62.                            |
| 73                                               | Stefan Bissegger (SUI)         | 43.                            |
| 74                                               | Sander De Pestel (BEL)         | 82.                            |
| 75                                               | Oliver Naesen (BEL)            | 59.                            |
| 76                                               | Aurélien Paret-Peintre (FRA)   | 12.                            |
| 77                                               | Callum Scotson (AUS)           | 61.                            |
| Dyrektor sportowy : Cyril Dessel, Sébastien Joly |                                |                                |

| Bahrain Victorious TBV                               | Bahrain Victorious TBV  | Bahrain Victorious TBV |
| ---------------------------------------------------- | ----------------------- | ---------------------- |
| Nr                                                   | Kolarz                  | Miejsce                |
| 81                                                   | Santiago Buitrago (COL) | DNF-4                  |
| 82                                                   | Matevž Govekar (SLO)    | 109.                   |
| 83                                                   | Kamil Gradek (POL)      | 113.                   |
| 84                                                   | Jack Haig (AUS)         | 30.                    |
| 85                                                   | Lenny Martinez (FRA)    | 24.                    |
| 86                                                   | Fred Wright (GBR)       | 68.                    |
| 87                                                   | Edoardo Zambanini (ITA) | 42.                    |
| Dyrektor sportowy : Roman Kreuziger, Aart Vierhouten |                         |                        |

| Team Picnic-PostNL TPP                           | Team Picnic-PostNL TPP     | Team Picnic-PostNL TPP |
| ------------------------------------------------ | -------------------------- | ---------------------- |
| Nr                                               | Kolarz                     | Miejsce                |
| 91                                               | Warren Barguil (FRA)       | 34.                    |
| 92                                               | Tobias Lund Andresen (DEN) | 84.                    |
| 93                                               | John Degenkolb (GER)       | 94.                    |
| 94                                               | Sean Flynn (GBR)           | 92.                    |
| 95                                               | Fabio Jakobsen (NED)       | DNF-5                  |
| 96                                               | Tim Naberman (NED)         | DNF-7                  |
| 97                                               | Julius van den Berg (NED)  | 89.                    |
| Dyrektor sportowy : Melvin Rullière, Rudie Kemna |                            |                        |

| Movistar Team MOV                                     | Movistar Team MOV                    | Movistar Team MOV |
| ----------------------------------------------------- | ------------------------------------ | ----------------- |
| Nr                                                    | Kolarz                               | Miejsce           |
| 101                                                   | Iván Romeo (ESP)                     | 21.               |
| 102                                                   | William Barta (USA)                  | 15.               |
| 103                                                   | Pablo Castrillo (ESP)                | 11.               |
| 104                                                   | Jefferson Alveiro Cepeda (ECU) (ITT) | DNF-7             |
| 105                                                   | Iván García Cortina (ESP)            | 51.               |
| 106                                                   | Lorenzo Milesi (ITA)                 | 60.               |
| 107                                                   | Manlio Moro (ITA)                    | 98.               |
| Dyrektor sportowy : Pablo Lastras, José Joaquín Rojas |                                      |                   |

| Tudor Pro Cycling Team TUD                                | Tudor Pro Cycling Team TUD | Tudor Pro Cycling Team TUD |
| --------------------------------------------------------- | -------------------------- | -------------------------- |
| Nr                                                        | Kolarz                     | Miejsce                    |
| 111                                                       | Julian Alaphilippe (FRA)   | 44.                        |
| 112                                                       | Alberto Dainese (ITA)      | DNS-8                      |
| 113                                                       | Robin Froidevaux (SUI)     | DNS-7                      |
| 114                                                       | Marco Haller (AUT)         | 88.                        |
| 115                                                       | Fabian Lienhard (SUI)      | 103.                       |
| 116                                                       | Michael Storer (AUS)       | 5.                         |
| 117                                                       | Matteo Trentin (ITA)       | 39.                        |
| Dyrektor sportowy : Morgan Lamoisson, Sylvain Blanquefort |                            |                            |

| Groupama-FDJ GFC                                 | Groupama-FDJ GFC       | Groupama-FDJ GFC |
| ------------------------------------------------ | ---------------------- | ---------------- |
| Nr                                               | Kolarz                 | Miejsce          |
| 121                                              | Guillaume Martin (FRA) | 13.              |
| 122                                              | Rémi Cavagna (FRA)     | 58.              |
| 123                                              | Kevin Geniets (LUX)    | 25.              |
| 124                                              | Thibaud Gruel (FRA)    | 69.              |
| 125                                              | Johan Jacobs (SUI)     | 50.              |
| 126                                              | Stefan Küng (SUI)      | 45.              |
| 127                                              | Enzo Paleni (FRA)      | 90.              |
| Dyrektor sportowy : Yvon Caër, Benoît Vaugrenard |                        |                  |

| XDS Astana Team XAT                                 | XDS Astana Team XAT       | XDS Astana Team XAT |
| --------------------------------------------------- | ------------------------- | ------------------- |
| Nr                                                  | Kolarz                    | Miejsce             |
| 131                                                 | Harold Tejada (COL)       | 8.                  |
| 132                                                 | Cees Bol (NED)            | DNS-7               |
| 133                                                 | Clément Champoussin (FRA) | 7.                  |
| 134                                                 | Anthon Charmig (DEN)      | 101.                |
| 135                                                 | Jewgienij Fiodorow (KAZ)  | 99.                 |
| 136                                                 | Mike Teunissen (NED)      | 52.                 |
| 137                                                 | Nicolas Winokurow (KAZ)   | 47.                 |
| Dyrektor sportowy : Dmitrij Fofonow, Peter Kennaugh |                           |                     |

| Arkéa-B&B Hotels ARK                              | Arkéa-B&B Hotels ARK     | Arkéa-B&B Hotels ARK |
| ------------------------------------------------- | ------------------------ | -------------------- |
| Nr                                                | Kolarz                   | Miejsce              |
| 141                                               | Arnaud Démare (FRA)      | DNS-7                |
| 142                                               | Ewen Costiou (FRA)       | 49.                  |
| 143                                               | Raúl García Pierna (ESP) | 16.                  |
| 144                                               | Thibault Guernalec (FRA) | 54.                  |
| 145                                               | Miles Scotson (AUS)      | 108.                 |
| 146                                               | Florian Sénéchal (FRA)   | DNF-2                |
| 147                                               | Pierre Thierry (FRA)     | 107.                 |
| Dyrektor sportowy : Arnaud Gérard, Laurent Pichon |                          |                      |

| EF Education-EasyPost EFE                              | EF Education-EasyPost EFE | EF Education-EasyPost EFE |
| ------------------------------------------------------ | ------------------------- | ------------------------- |
| Nr                                                     | Kolarz                    | Miejsce                   |
| 151                                                    | Neilson Powless (USA)     | 31.                       |
| 152                                                    | Vincenzo Albanese (ITA)   | 87.                       |
| 153                                                    | Kasper Asgreen (DEN)      | DNS-2                     |
| 154                                                    | Owain Doull (GBR)         | 46.                       |
| 155                                                    | Georg Steinhauser (GER)   | 38.                       |
| 156                                                    | Harry Sweeny (AUS)        | 64.                       |
| 157                                                    | Max Walker (GBR)          | DNF-8                     |
| Dyrektor sportowy : Sebastian Langeveld, Andreas Klier |                           |                           |

| Uno-X Mobility UXM                                       | Uno-X Mobility UXM          | Uno-X Mobility UXM |
| -------------------------------------------------------- | --------------------------- | ------------------ |
| Nr                                                       | Kolarz                      | Miejsce            |
| 161                                                      | Alexander Kristoff (NOR)    | DNF-7              |
| 162                                                      | Jonas Abrahamsen (NOR)      | DNS-7              |
| 163                                                      | Amund Grøndahl Jansen (NOR) | DNS-4              |
| 164                                                      | Johannes Kulset (NOR)       | 32.                |
| 165                                                      | Andreas Leknessund (NOR)    | 29.                |
| 166                                                      | Anders Skaarseth (NOR)      | 78.                |
| 167                                                      | Rasmus Tiller (NOR)         | 93.                |
| Dyrektor sportowy : Stig Kristiansen, Christian Andersen |                             |                    |

| Cofidis COF                                            | Cofidis COF                 | Cofidis COF |
| ------------------------------------------------------ | --------------------------- | ----------- |
| Nr                                                     | Kolarz                      | Miejsce     |
| 171                                                    | Stanisław Aniołkowski (POL) | DNS-7       |
| 172                                                    | Aimé De Gendt (BEL)         | DNS-7       |
| 173                                                    | Clément Izquierdo (FRA)     | 80.         |
| 174                                                    | Sam Maisonobe (FRA)         | DNF-4       |
| 175                                                    | Sylvain Moniquet (BEL)      | DNF-5       |
| 176                                                    | Anthony Perez (FRA)         | 73.         |
| 177                                                    | Sergio Samitier (ESP)       | 75.         |
| Dyrektor sportowy : Jimmy Engoulvent, Jean-Luc Jonrond |                             |             |

| Intermarché-Wanty IWA                                    | Intermarché-Wanty IWA           | Intermarché-Wanty IWA |
| -------------------------------------------------------- | ------------------------------- | --------------------- |
| Nr                                                       | Kolarz                          | Miejsce               |
| 181                                                      | Georg Zimmermann (GER)          | 20.                   |
| 182                                                      | Kobe Goossens (BEL)             | 19.                   |
| 183                                                      | Hugo Page (FRA)                 | DNS-7                 |
| 184                                                      | Adrien Petit (FRA)              | DNF-8                 |
| 185                                                      | Dion Smith (NZL)                | 63.                   |
| 186                                                      | Taco van der Hoorn (NED)        | DNS-3                 |
| 187                                                      | Roel van Sintmaartensdijk (NED) | DNS-8                 |
| Dyrektor sportowy : Steven De Neef, Pieter Vanspeybrouck |                                 |                       |

| Team TotalEnergies TEN                          | Team TotalEnergies TEN   | Team TotalEnergies TEN |
| ----------------------------------------------- | ------------------------ | ---------------------- |
| Nr                                              | Kolarz                   | Miejsce                |
| 191                                             | Anthony Turgis (FRA)     | DNF-7                  |
| 192                                             | Steff Cras (BEL)         | DNF-4                  |
| 193                                             | Alexandre Delettre (FRA) | 70.                    |
| 194                                             | Thomas Gachignard (FRA)  | 41.                    |
| 195                                             | Émilien Jeannière (FRA)  | 100.                   |
| 196                                             | Jordan Jegat (FRA)       | 23.                    |
| 197                                             | Samuel Leroux (FRA)      | DNF-5                  |
| Dyrektor sportowy : Romain Sicard, Thibaut Macé |                          |                        |

| Alpecin-Deceuninck ADC                                | Alpecin-Deceuninck ADC  | Alpecin-Deceuninck ADC |
| ----------------------------------------------------- | ----------------------- | ---------------------- |
| Nr                                                    | Kolarz                  | Miejsce                |
| 201                                                   | Tibor Del Grosso (NED)  | 81.                    |
| 202                                                   | Tobias Bayer (AUT)      | 96.                    |
| 203                                                   | Ramses Debruyne (BEL)   | 72.                    |
| 204                                                   | Timo Kielich (BEL)      | 83.                    |
| 205                                                   | Edward Planckaert (BEL) | 97.                    |
| 206                                                   | Oscar Riesebeek (NED)   | 112.                   |
| 207                                                   | Luca Vergallito (ITA)   | 22.                    |
| Dyrektor sportowy : Frederik Willems, Jens Keukeleire |                         |                        |

| Caja Rural-Seguros RGA CJR                                 | Caja Rural-Seguros RGA CJR | Caja Rural-Seguros RGA CJR |
| ---------------------------------------------------------- | -------------------------- | -------------------------- |
| Nr                                                         | Kolarz                     | Miejsce                    |
| 211                                                        | Iúri Leitão (POR)          | DNF-8                      |
| 212                                                        | Sebastian Berwick (AUS)    | DNF-8                      |
| 213                                                        | Samuel Fernández (ESP)     | 114.                       |
| 214                                                        | Joel Nicolau (ESP)         | 106.                       |
| 215                                                        | Jakub Otruba (CZE)         | 95.                        |
| 216                                                        | Thomas Silva (URU)         | 48.                        |
| 217                                                        | Gorka Sorarrain (ESP)      | DNF-2                      |
| Dyrektor sportowy : Rubén Martínez, Genaro Prego Dominguez |                            |                            |

| Team Visma \| Lease a Bike TVL                       | Team Visma \| Lease a Bike TVL | Team Visma \| Lease a Bike TVL |
| ---------------------------------------------------- | ------------------------------ | ------------------------------ |
| Nr                                                   | Kolarz                         | Miejsce                        |
| 1                                                    | Matteo Jorgenson (USA)         | 1.                             |
| 2                                                    | Edoardo Affini (ITA) (ITT)     | 104.                           |
| 3                                                    | Victor Campenaerts (BEL)       | 56.                            |
| 4                                                    | Per Strand Hagenes (NOR)       | DNF-8                          |
| 5                                                    | Bart Lemmen (NED)              | 71.                            |
| 6                                                    | Jonas Vingegaard (DEN)         | DNS-6                          |
| 7                                                    | Axel Zingle (FRA)              | 53.                            |
| Dyrektor sportowy : Frans Maassen, Arthur Van Dongen |                                |                                |

| Soudal Quick-Step SOQ                          | Soudal Quick-Step SOQ       | Soudal Quick-Step SOQ |
| ---------------------------------------------- | --------------------------- | --------------------- |
| Nr                                             | Kolarz                      | Miejsce               |
| 11                                             | Maximilian Schachmann (GER) | 17.                   |
| 12                                             | Ayco Bastiaens (BEL)        | 102.                  |
| 13                                             | Yves Lampaert (BEL)         | 86.                   |
| 14                                             | Tim Merlier (BEL) (szosa)   | DNF-8                 |
| 15                                             | Dries Van Gestel (BEL)      | 76.                   |
| 16                                             | Bert Van Lerberghe (BEL)    | DNF-8                 |
| 17                                             | Ilan Van Wilder (BEL)       | 10.                   |
| Dyrektor sportowy : Tom Steels, Dries Devenyns |                             |                       |

| UAE Team Emirates XRG UAD                            | UAE Team Emirates XRG UAD      | UAE Team Emirates XRG UAD |
| ---------------------------------------------------- | ------------------------------ | ------------------------- |
| Nr                                                   | Kolarz                         | Miejsce                   |
| 21                                                   | Brandon McNulty (USA) (ITT)    | DNF-8                     |
| 22                                                   | João Almeida (POR)             | 6.                        |
| 23                                                   | Ivo Oliveira (POR)             | 105.                      |
| 24                                                   | Juan Sebastián Molano (COL)    | DNS-7                     |
| 25                                                   | Jhonatan Narváez (ECU) (szosa) | 37.                       |
| 26                                                   | Nils Politt (GER) (ITT)        | 40.                       |
| 27                                                   | Pawieł Siwakow (FRA)           | 85.                       |
| Dyrektor sportowy : Fabio Baldato, Simone Pedrazzini |                                |                           |

| Lidl-Trek LTK                                      | Lidl-Trek LTK           | Lidl-Trek LTK |
| -------------------------------------------------- | ----------------------- | ------------- |
| Nr                                                 | Kolarz                  | Miejsce       |
| 31                                                 | Mattias Skjelmose (DEN) | DNF-7         |
| 32                                                 | Julien Bernard (FRA)    | DNS-4         |
| 33                                                 | Ryan Gibbons (RSA)      | DNF-5         |
| 34                                                 | Daan Hoole (NED) (ITT)  | 57.           |
| 35                                                 | Alex Kirsch (LUX)       | 65.           |
| 36                                                 | Mads Pedersen (DEN)     | 26.           |
| 37                                                 | Otto Vergaerde (BEL)    | 79.           |
| Dyrektor sportowy : Steven De Jongh, Michael Schär |                         |               |

| Red Bull-Bora-Hansgrohe RBH                    | Red Bull-Bora-Hansgrohe RBH | Red Bull-Bora-Hansgrohe RBH |
| ---------------------------------------------- | --------------------------- | --------------------------- |
| Nr                                             | Kolarz                      | Miejsce                     |
| 41                                             | Aleksandr Własow            | 35.                         |
| 42                                             | Florian Lipowitz (GER)      | 2.                          |
| 43                                             | Ryan Mullen (IRL)           | 110.                        |
| 44                                             | Matteo Sobrero (ITA)        | 28.                         |
| 45                                             | Mick van Dijke (NED)        | 91.                         |
| 46                                             | Danny van Poppel (NED)      | DNF-2                       |
| 47                                             | Ben Zwiehoff (GER)          | 36.                         |
| Dyrektor sportowy : Patxi Vila, Shane Archbold |                             |                             |

| Team Jayco AlUla JAY                              | Team Jayco AlUla JAY         | Team Jayco AlUla JAY |
| ------------------------------------------------- | ---------------------------- | -------------------- |
| Nr                                                | Kolarz                       | Miejsce              |
| 51                                                | Ben O’Connor (AUS)           | 14.                  |
| 52                                                | Luke Durbridge (AUS) (szosa) | DNF-2                |
| 53                                                | Michael Hepburn (AUS)        | 111.                 |
| 54                                                | Michael Matthews (AUS)       | 55.                  |
| 55                                                | Kelland O’Brien (AUS)        | 66.                  |
| 56                                                | Mauro Schmid (SUI) (szosa)   | 33.                  |
| 57                                                | Max Walscheid (GER)          | DNS-7                |
| Dyrektor sportowy : Mathew Hayman, Pieter Weening |                              |                      |

| Ineos Grenadiers IGD                                | Ineos Grenadiers IGD       | Ineos Grenadiers IGD |
| --------------------------------------------------- | -------------------------- | -------------------- |
| Nr                                                  | Kolarz                     | Miejsce              |
| 61                                                  | Thymen Arensman (NED)      | 3.                   |
| 62                                                  | Tobias Foss (NOR)          | 9.                   |
| 63                                                  | Bob Jungels (LUX)          | 67.                  |
| 64                                                  | Magnus Sheffield (USA)     | 4.                   |
| 65                                                  | Ben Swift (GBR)            | 74.                  |
| 66                                                  | Joshua Tarling (GBR) (ITT) | 27.                  |
| 67                                                  | Samuel Watson (GBR)        | 77.                  |
| Dyrektor sportowy : Christian Knees, Leonardo Basso |                            |                      |

| Decathlon-AG2R La Mondiale DAT                   | Decathlon-AG2R La Mondiale DAT | Decathlon-AG2R La Mondiale DAT |
| ------------------------------------------------ | ------------------------------ | ------------------------------ |
| Nr                                               | Kolarz                         | Miejsce                        |
| 71                                               | Felix Gall (AUT)               | 18.                            |
| 72                                               | Bruno Armirail (FRA)           | 62.                            |
| 73                                               | Stefan Bissegger (SUI)         | 43.                            |
| 74                                               | Sander De Pestel (BEL)         | 82.                            |
| 75                                               | Oliver Naesen (BEL)            | 59.                            |
| 76                                               | Aurélien Paret-Peintre (FRA)   | 12.                            |
| 77                                               | Callum Scotson (AUS)           | 61.                            |
| Dyrektor sportowy : Cyril Dessel, Sébastien Joly |                                |                                |

| Bahrain Victorious TBV                               | Bahrain Victorious TBV  | Bahrain Victorious TBV |
| ---------------------------------------------------- | ----------------------- | ---------------------- |
| Nr                                                   | Kolarz                  | Miejsce                |
| 81                                                   | Santiago Buitrago (COL) | DNF-4                  |
| 82                                                   | Matevž Govekar (SLO)    | 109.                   |
| 83                                                   | Kamil Gradek (POL)      | 113.                   |
| 84                                                   | Jack Haig (AUS)         | 30.                    |
| 85                                                   | Lenny Martinez (FRA)    | 24.                    |
| 86                                                   | Fred Wright (GBR)       | 68.                    |
| 87                                                   | Edoardo Zambanini (ITA) | 42.                    |
| Dyrektor sportowy : Roman Kreuziger, Aart Vierhouten |                         |                        |

| Team Picnic-PostNL TPP                           | Team Picnic-PostNL TPP     | Team Picnic-PostNL TPP |
| ------------------------------------------------ | -------------------------- | ---------------------- |
| Nr                                               | Kolarz                     | Miejsce                |
| 91                                               | Warren Barguil (FRA)       | 34.                    |
| 92                                               | Tobias Lund Andresen (DEN) | 84.                    |
| 93                                               | John Degenkolb (GER)       | 94.                    |
| 94                                               | Sean Flynn (GBR)           | 92.                    |
| 95                                               | Fabio Jakobsen (NED)       | DNF-5                  |
| 96                                               | Tim Naberman (NED)         | DNF-7                  |
| 97                                               | Julius van den Berg (NED)  | 89.                    |
| Dyrektor sportowy : Melvin Rullière, Rudie Kemna |                            |                        |

| Movistar Team MOV                                     | Movistar Team MOV                    | Movistar Team MOV |
| ----------------------------------------------------- | ------------------------------------ | ----------------- |
| Nr                                                    | Kolarz                               | Miejsce           |
| 101                                                   | Iván Romeo (ESP)                     | 21.               |
| 102                                                   | William Barta (USA)                  | 15.               |
| 103                                                   | Pablo Castrillo (ESP)                | 11.               |
| 104                                                   | Jefferson Alveiro Cepeda (ECU) (ITT) | DNF-7             |
| 105                                                   | Iván García Cortina (ESP)            | 51.               |
| 106                                                   | Lorenzo Milesi (ITA)                 | 60.               |
| 107                                                   | Manlio Moro (ITA)                    | 98.               |
| Dyrektor sportowy : Pablo Lastras, José Joaquín Rojas |                                      |                   |

| Tudor Pro Cycling Team TUD                                | Tudor Pro Cycling Team TUD | Tudor Pro Cycling Team TUD |
| --------------------------------------------------------- | -------------------------- | -------------------------- |
| Nr                                                        | Kolarz                     | Miejsce                    |
| 111                                                       | Julian Alaphilippe (FRA)   | 44.                        |
| 112                                                       | Alberto Dainese (ITA)      | DNS-8                      |
| 113                                                       | Robin Froidevaux (SUI)     | DNS-7                      |
| 114                                                       | Marco Haller (AUT)         | 88.                        |
| 115                                                       | Fabian Lienhard (SUI)      | 103.                       |
| 116                                                       | Michael Storer (AUS)       | 5.                         |
| 117                                                       | Matteo Trentin (ITA)       | 39.                        |
| Dyrektor sportowy : Morgan Lamoisson, Sylvain Blanquefort |                            |                            |

| Groupama-FDJ GFC                                 | Groupama-FDJ GFC       | Groupama-FDJ GFC |
| ------------------------------------------------ | ---------------------- | ---------------- |
| Nr                                               | Kolarz                 | Miejsce          |
| 121                                              | Guillaume Martin (FRA) | 13.              |
| 122                                              | Rémi Cavagna (FRA)     | 58.              |
| 123                                              | Kevin Geniets (LUX)    | 25.              |
| 124                                              | Thibaud Gruel (FRA)    | 69.              |
| 125                                              | Johan Jacobs (SUI)     | 50.              |
| 126                                              | Stefan Küng (SUI)      | 45.              |
| 127                                              | Enzo Paleni (FRA)      | 90.              |
| Dyrektor sportowy : Yvon Caër, Benoît Vaugrenard |                        |                  |

| XDS Astana Team XAT                                 | XDS Astana Team XAT       | XDS Astana Team XAT |
| --------------------------------------------------- | ------------------------- | ------------------- |
| Nr                                                  | Kolarz                    | Miejsce             |
| 131                                                 | Harold Tejada (COL)       | 8.                  |
| 132                                                 | Cees Bol (NED)            | DNS-7               |
| 133                                                 | Clément Champoussin (FRA) | 7.                  |
| 134                                                 | Anthon Charmig (DEN)      | 101.                |
| 135                                                 | Jewgienij Fiodorow (KAZ)  | 99.                 |
| 136                                                 | Mike Teunissen (NED)      | 52.                 |
| 137                                                 | Nicolas Winokurow (KAZ)   | 47.                 |
| Dyrektor sportowy : Dmitrij Fofonow, Peter Kennaugh |                           |                     |

| Arkéa-B&B Hotels ARK                              | Arkéa-B&B Hotels ARK     | Arkéa-B&B Hotels ARK |
| ------------------------------------------------- | ------------------------ | -------------------- |
| Nr                                                | Kolarz                   | Miejsce              |
| 141                                               | Arnaud Démare (FRA)      | DNS-7                |
| 142                                               | Ewen Costiou (FRA)       | 49.                  |
| 143                                               | Raúl García Pierna (ESP) | 16.                  |
| 144                                               | Thibault Guernalec (FRA) | 54.                  |
| 145                                               | Miles Scotson (AUS)      | 108.                 |
| 146                                               | Florian Sénéchal (FRA)   | DNF-2                |
| 147                                               | Pierre Thierry (FRA)     | 107.                 |
| Dyrektor sportowy : Arnaud Gérard, Laurent Pichon |                          |                      |

| EF Education-EasyPost EFE                              | EF Education-EasyPost EFE | EF Education-EasyPost EFE |
| ------------------------------------------------------ | ------------------------- | ------------------------- |
| Nr                                                     | Kolarz                    | Miejsce                   |
| 151                                                    | Neilson Powless (USA)     | 31.                       |
| 152                                                    | Vincenzo Albanese (ITA)   | 87.                       |
| 153                                                    | Kasper Asgreen (DEN)      | DNS-2                     |
| 154                                                    | Owain Doull (GBR)         | 46.                       |
| 155                                                    | Georg Steinhauser (GER)   | 38.                       |
| 156                                                    | Harry Sweeny (AUS)        | 64.                       |
| 157                                                    | Max Walker (GBR)          | DNF-8                     |
| Dyrektor sportowy : Sebastian Langeveld, Andreas Klier |                           |                           |

| Uno-X Mobility UXM                                       | Uno-X Mobility UXM          | Uno-X Mobility UXM |
| -------------------------------------------------------- | --------------------------- | ------------------ |
| Nr                                                       | Kolarz                      | Miejsce            |
| 161                                                      | Alexander Kristoff (NOR)    | DNF-7              |
| 162                                                      | Jonas Abrahamsen (NOR)      | DNS-7              |
| 163                                                      | Amund Grøndahl Jansen (NOR) | DNS-4              |
| 164                                                      | Johannes Kulset (NOR)       | 32.                |
| 165                                                      | Andreas Leknessund (NOR)    | 29.                |
| 166                                                      | Anders Skaarseth (NOR)      | 78.                |
| 167                                                      | Rasmus Tiller (NOR)         | 93.                |
| Dyrektor sportowy : Stig Kristiansen, Christian Andersen |                             |                    |

| Cofidis COF                                            | Cofidis COF                 | Cofidis COF |
| ------------------------------------------------------ | --------------------------- | ----------- |
| Nr                                                     | Kolarz                      | Miejsce     |
| 171                                                    | Stanisław Aniołkowski (POL) | DNS-7       |
| 172                                                    | Aimé De Gendt (BEL)         | DNS-7       |
| 173                                                    | Clément Izquierdo (FRA)     | 80.         |
| 174                                                    | Sam Maisonobe (FRA)         | DNF-4       |
| 175                                                    | Sylvain Moniquet (BEL)      | DNF-5       |
| 176                                                    | Anthony Perez (FRA)         | 73.         |
| 177                                                    | Sergio Samitier (ESP)       | 75.         |
| Dyrektor sportowy : Jimmy Engoulvent, Jean-Luc Jonrond |                             |             |

| Intermarché-Wanty IWA                                    | Intermarché-Wanty IWA           | Intermarché-Wanty IWA |
| -------------------------------------------------------- | ------------------------------- | --------------------- |
| Nr                                                       | Kolarz                          | Miejsce               |
| 181                                                      | Georg Zimmermann (GER)          | 20.                   |
| 182                                                      | Kobe Goossens (BEL)             | 19.                   |
| 183                                                      | Hugo Page (FRA)                 | DNS-7                 |
| 184                                                      | Adrien Petit (FRA)              | DNF-8                 |
| 185                                                      | Dion Smith (NZL)                | 63.                   |
| 186                                                      | Taco van der Hoorn (NED)        | DNS-3                 |
| 187                                                      | Roel van Sintmaartensdijk (NED) | DNS-8                 |
| Dyrektor sportowy : Steven De Neef, Pieter Vanspeybrouck |                                 |                       |

| Team TotalEnergies TEN                          | Team TotalEnergies TEN   | Team TotalEnergies TEN |
| ----------------------------------------------- | ------------------------ | ---------------------- |
| Nr                                              | Kolarz                   | Miejsce                |
| 191                                             | Anthony Turgis (FRA)     | DNF-7                  |
| 192                                             | Steff Cras (BEL)         | DNF-4                  |
| 193                                             | Alexandre Delettre (FRA) | 70.                    |
| 194                                             | Thomas Gachignard (FRA)  | 41.                    |
| 195                                             | Émilien Jeannière (FRA)  | 100.                   |
| 196                                             | Jordan Jegat (FRA)       | 23.                    |
| 197                                             | Samuel Leroux (FRA)      | DNF-5                  |
| Dyrektor sportowy : Romain Sicard, Thibaut Macé |                          |                        |

| Alpecin-Deceuninck ADC                                | Alpecin-Deceuninck ADC  | Alpecin-Deceuninck ADC |
| ----------------------------------------------------- | ----------------------- | ---------------------- |
| Nr                                                    | Kolarz                  | Miejsce                |
| 201                                                   | Tibor Del Grosso (NED)  | 81.                    |
| 202                                                   | Tobias Bayer (AUT)      | 96.                    |
| 203                                                   | Ramses Debruyne (BEL)   | 72.                    |
| 204                                                   | Timo Kielich (BEL)      | 83.                    |
| 205                                                   | Edward Planckaert (BEL) | 97.                    |
| 206                                                   | Oscar Riesebeek (NED)   | 112.                   |
| 207                                                   | Luca Vergallito (ITA)   | 22.                    |
| Dyrektor sportowy : Frederik Willems, Jens Keukeleire |                         |                        |

| Caja Rural-Seguros RGA CJR                                 | Caja Rural-Seguros RGA CJR | Caja Rural-Seguros RGA CJR |
| ---------------------------------------------------------- | -------------------------- | -------------------------- |
| Nr                                                         | Kolarz                     | Miejsce                    |
| 211                                                        | Iúri Leitão (POR)          | DNF-8                      |
| 212                                                        | Sebastian Berwick (AUS)    | DNF-8                      |
| 213                                                        | Samuel Fernández (ESP)     | 114.                       |
| 214                                                        | Joel Nicolau (ESP)         | 106.                       |
| 215                                                        | Jakub Otruba (CZE)         | 95.                        |
| 216                                                        | Thomas Silva (URU)         | 48.                        |
| 217                                                        | Gorka Sorarrain (ESP)      | DNF-2                      |
| Dyrektor sportowy : Rubén Martínez, Genaro Prego Dominguez |                            |                            |

Legenda: DNF – nie ukończył etapu, OTL – przekroczył limit czasu, DNS – nie wystartował do etapu, DSQ – zdyskwalifikowany. Numer przy skrócie oznacza etap, na którym kolarz opuścił wyścig.

## Wyniki etapów

### Etap 1
| Le Perray-en-Yvelines - Le Perray-en-Yvelines | pagórkowaty | (156,5 km) |

| \| Klasyfikacja etapu \| Klasyfikacja etapu \| Klasyfikacja etapu \| Klasyfikacja etapu \| Klasyfikacja etapu \| \| Kolarz \| Kolarz \| Państwo \| Drużyna \| Czas \| \| ------------------ \| --------------------- \| ------------------ \| -------------------------- \| ------------------ \| \| 1. \| Tim Merlier \| Belgia \| Soudal Quick-Step \| 3h 32' 03" \| \| 2. \| Arnaud Démare \| Francja \| Arkéa-B&B Hotels \| + 0" \| \| 3. \| Alberto Dainese \| Włochy \| Tudor Pro Cycling Team \| + 0" \| \| 4. \| Juan Sebastián Molano \| Kolumbia \| UAE Team Emirates XRG \| + 0" \| \| 5. \| Axel Zingle \| Francja \| Team Visma \\| Lease a Bike \| + 0" \| \| 6. \| Jewgienij Fiodorow \| Kazachstan \| XDS Astana Team \| + 0" \| \| 7. \| Mick van Dijke \| Holandia \| Red Bull-Bora-Hansgrohe \| + 0" \| \| 8. \| Timo Kielich \| Belgia \| Alpecin-Deceuninck \| + 0" \| \| 9. \| Vincenzo Albanese \| Włochy \| EF Education-EasyPost \| + 0" \| \| 10. \| Max Walscheid \| Niemcy \| Team Jayco AlUla \| + 0" \| |                       |            |                            |            |
| |                       |            |                            |            |
| |                       |            |                            |            |
| Klasyfikacja etapu |                       |            |                            |            |
| Kolarz | Kolarz                | Państwo    | Drużyna                    | Czas       |
| 1. | Tim Merlier           | Belgia     | Soudal Quick-Step          | 3h 32' 03" |
| 2. | Arnaud Démare         | Francja    | Arkéa-B&B Hotels           | + 0"       |
| 3. | Alberto Dainese       | Włochy     | Tudor Pro Cycling Team     | + 0"       |
| 4. | Juan Sebastián Molano | Kolumbia   | UAE Team Emirates XRG      | + 0"       |
| 5. | Axel Zingle           | Francja    | Team Visma \| Lease a Bike | + 0"       |
| 6. | Jewgienij Fiodorow    | Kazachstan | XDS Astana Team            | + 0"       |
| 7. | Mick van Dijke        | Holandia   | Red Bull-Bora-Hansgrohe    | + 0"       |
| 8. | Timo Kielich          | Belgia     | Alpecin-Deceuninck         | + 0"       |
| 9. | Vincenzo Albanese     | Włochy     | EF Education-EasyPost      | + 0"       |
| 10. | Max Walscheid         | Niemcy     | Team Jayco AlUla           | + 0"       |

| \| Klasyfikacja generalna \| Klasyfikacja generalna \| Klasyfikacja generalna \| Klasyfikacja generalna \| Klasyfikacja generalna \| \| Kolarz \| Kolarz \| Państwo \| Drużyna \| Czas \| \| ---------------------- \| ---------------------- \| ---------------------- \| -------------------------- \| ---------------------- \| \| 1. \| Tim Merlier \| Belgia \| Soudal Quick-Step \| 3h 32' 03" \| \| 2. \| Arnaud Démare \| Francja \| Arkéa-B&B Hotels \| + 4" \| \| 3. \| Jhonatan Narváez \| Ekwador \| UAE Team Emirates XRG \| + 4" \| \| 4. \| Alberto Dainese \| Włochy \| Tudor Pro Cycling Team \| + 6" \| \| 5. \| Matteo Jorgenson \| Stany Zjednoczone \| Team Visma \\| Lease a Bike \| + 6" \| \| 6. \| Magnus Sheffield \| Stany Zjednoczone \| Ineos Grenadiers \| + 8" \| \| 7. \| Juan Sebastián Molano \| Kolumbia \| UAE Team Emirates XRG \| + 10" \| \| 8. \| Axel Zingle \| Francja \| Team Visma \\| Lease a Bike \| + 10" \| \| 9. \| Jewgienij Fiodorow \| Kazachstan \| XDS Astana Team \| + 10" \| \| 10. \| Mick van Dijke \| Holandia \| Red Bull-Bora-Hansgrohe \| + 10" \| |                       |                   |                            |            |
| |                       |                   |                            |            |
| |                       |                   |                            |            |
| Klasyfikacja generalna |                       |                   |                            |            |
| Kolarz | Kolarz                | Państwo           | Drużyna                    | Czas       |
| 1. | Tim Merlier           | Belgia            | Soudal Quick-Step          | 3h 32' 03" |
| 2. | Arnaud Démare         | Francja           | Arkéa-B&B Hotels           | + 4"       |
| 3. | Jhonatan Narváez      | Ekwador           | UAE Team Emirates XRG      | + 4"       |
| 4. | Alberto Dainese       | Włochy            | Tudor Pro Cycling Team     | + 6"       |
| 5. | Matteo Jorgenson      | Stany Zjednoczone | Team Visma \| Lease a Bike | + 6"       |
| 6. | Magnus Sheffield      | Stany Zjednoczone | Ineos Grenadiers           | + 8"       |
| 7. | Juan Sebastián Molano | Kolumbia          | UAE Team Emirates XRG      | + 10"      |
| 8. | Axel Zingle           | Francja           | Team Visma \| Lease a Bike | + 10"      |
| 9. | Jewgienij Fiodorow    | Kazachstan        | XDS Astana Team            | + 10"      |
| 10. | Mick van Dijke        | Holandia          | Red Bull-Bora-Hansgrohe    | + 10"      |

### Etap 2
| Montesson - Bellegarde | płaski | (183,9 km) |

| \| Klasyfikacja etapu \| Klasyfikacja etapu \| Klasyfikacja etapu \| Klasyfikacja etapu \| Klasyfikacja etapu \| \| Kolarz \| Kolarz \| Państwo \| Drużyna \| Czas \| \| ------------------ \| ------------------ \| ------------------ \| -------------------------- \| ------------------ \| \| 1. \| Tim Merlier \| Belgia \| Soudal Quick-Step \| 4h 11' 29" \| \| 2. \| Émilien Jeannière \| Francja \| Team TotalEnergies \| + 0" \| \| 3. \| Mads Pedersen \| Dania \| Lidl-Trek \| + 0" \| \| 4. \| Alexander Kristoff \| Norwegia \| Uno-X Mobility \| + 0" \| \| 5. \| Timo Kielich \| Belgia \| Alpecin-Deceuninck \| + 0" \| \| 6. \| Axel Zingle \| Francja \| Team Visma \\| Lease a Bike \| + 0" \| \| 7. \| Arnaud Démare \| Francja \| Arkéa-B&B Hotels \| + 0" \| \| 8. \| Matevž Govekar \| Słowenia \| Bahrain Victorious \| + 0" \| \| 9. \| Fabio Jakobsen \| Holandia \| Team Picnic-PostNL \| + 0" \| \| 10. \| Cees Bol \| Holandia \| XDS Astana Team \| + 0" \| |                    |          |                            |            |
| |                    |          |                            |            |
| |                    |          |                            |            |
| Klasyfikacja etapu |                    |          |                            |            |
| Kolarz | Kolarz             | Państwo  | Drużyna                    | Czas       |
| 1. | Tim Merlier        | Belgia   | Soudal Quick-Step          | 4h 11' 29" |
| 2. | Émilien Jeannière  | Francja  | Team TotalEnergies         | + 0"       |
| 3. | Mads Pedersen      | Dania    | Lidl-Trek                  | + 0"       |
| 4. | Alexander Kristoff | Norwegia | Uno-X Mobility             | + 0"       |
| 5. | Timo Kielich       | Belgia   | Alpecin-Deceuninck         | + 0"       |
| 6. | Axel Zingle        | Francja  | Team Visma \| Lease a Bike | + 0"       |
| 7. | Arnaud Démare      | Francja  | Arkéa-B&B Hotels           | + 0"       |
| 8. | Matevž Govekar     | Słowenia | Bahrain Victorious         | + 0"       |
| 9. | Fabio Jakobsen     | Holandia | Team Picnic-PostNL         | + 0"       |
| 10. | Cees Bol           | Holandia | XDS Astana Team            | + 0"       |

| \| Klasyfikacja generalna \| Klasyfikacja generalna \| Klasyfikacja generalna \| Klasyfikacja generalna \| Klasyfikacja generalna \| \| Kolarz \| Kolarz \| Państwo \| Drużyna \| Czas \| \| ---------------------- \| ---------------------- \| ---------------------- \| -------------------------- \| ---------------------- \| \| 1. \| Tim Merlier \| Belgia \| Soudal Quick-Step \| 7h 43' 12" \| \| 2. \| Arnaud Démare \| Francja \| Arkéa-B&B Hotels \| + 14" \| \| 3. \| Émilien Jeannière \| Francja \| Team TotalEnergies \| + 14" \| \| 4. \| Matteo Jorgenson \| Stany Zjednoczone \| Team Visma \\| Lease a Bike \| + 14" \| \| 5. \| Jhonatan Narváez \| Ekwador \| UAE Team Emirates XRG \| + 14" \| \| 6. \| Jonas Abrahamsen \| Norwegia \| Uno-X Mobility \| + 14" \| \| 7. \| Mads Pedersen \| Dania \| Lidl-Trek \| + 16" \| \| 8. \| Mick van Dijke \| Holandia \| Red Bull-Bora-Hansgrohe \| + 16" \| \| 9. \| Alberto Dainese \| Włochy \| Tudor Pro Cycling Team \| + 16" \| \| 10. \| Magnus Sheffield \| Stany Zjednoczone \| Ineos Grenadiers \| + 18" \| |                   |                   |                            |            |
| |                   |                   |                            |            |
| |                   |                   |                            |            |
| Klasyfikacja generalna |                   |                   |                            |            |
| Kolarz | Kolarz            | Państwo           | Drużyna                    | Czas       |
| 1. | Tim Merlier       | Belgia            | Soudal Quick-Step          | 7h 43' 12" |
| 2. | Arnaud Démare     | Francja           | Arkéa-B&B Hotels           | + 14"      |
| 3. | Émilien Jeannière | Francja           | Team TotalEnergies         | + 14"      |
| 4. | Matteo Jorgenson  | Stany Zjednoczone | Team Visma \| Lease a Bike | + 14"      |
| 5. | Jhonatan Narváez  | Ekwador           | UAE Team Emirates XRG      | + 14"      |
| 6. | Jonas Abrahamsen  | Norwegia          | Uno-X Mobility             | + 14"      |
| 7. | Mads Pedersen     | Dania             | Lidl-Trek                  | + 16"      |
| 8. | Mick van Dijke    | Holandia          | Red Bull-Bora-Hansgrohe    | + 16"      |
| 9. | Alberto Dainese   | Włochy            | Tudor Pro Cycling Team     | + 16"      |
| 10. | Magnus Sheffield  | Stany Zjednoczone | Ineos Grenadiers           | + 18"      |

### Etap 3
| Circuit de Nevers Magny-Cours - Nevers | jazda drużynowa na czas | (28,4 km) |

| \| Klasyfikacja etapu \| Klasyfikacja etapu \| Klasyfikacja etapu \| Klasyfikacja etapu \| Klasyfikacja etapu \| \| Kolarz \| Kolarz \| Państwo \| Drużyna \| Czas \| \| ------------------ \| ------------------------------- \| ------------------ \| ------------------ \| ------------------ \| \| 1. \| Team Visma \\| Lease a Bike \| \| \| 30' 26" \| \| 2. \| Team Jayco AlUla \| \| \| + 15" \| \| 3. \| Red Bull-BORA-hansgrohe \| \| \| + 25" \| \| 4. \| Lidl-Trek \| \| \| + 30" \| \| 5. \| Ineos Grenadiers \| \| \| + 33" \| \| 6. \| EF Education-EasyPost \| \| \| + 33" \| \| 7. \| Decathlon AG2R La Mondiale Team \| \| \| + 38" \| \| 8. \| UAE Team Emirates XRG \| \| \| + 41" \| \| 9. \| Movistar Team \| \| \| + 48" \| \| 10. \| Soudal Quick-Step \| \| \| + 50" \| |                                 |         |         |         |
| |                                 |         |         |         |
| |                                 |         |         |         |
| Klasyfikacja etapu |                                 |         |         |         |
| Kolarz | Kolarz                          | Państwo | Drużyna | Czas    |
| 1. | Team Visma \| Lease a Bike      |         |         | 30' 26" |
| 2. | Team Jayco AlUla                |         |         | + 15"   |
| 3. | Red Bull-BORA-hansgrohe         |         |         | + 25"   |
| 4. | Lidl-Trek                       |         |         | + 30"   |
| 5. | Ineos Grenadiers                |         |         | + 33"   |
| 6. | EF Education-EasyPost           |         |         | + 33"   |
| 7. | Decathlon AG2R La Mondiale Team |         |         | + 38"   |
| 8. | UAE Team Emirates XRG           |         |         | + 41"   |
| 9. | Movistar Team                   |         |         | + 48"   |
| 10. | Soudal Quick-Step               |         |         | + 50"   |

| \| Klasyfikacja generalna \| Klasyfikacja generalna \| Klasyfikacja generalna \| Klasyfikacja generalna \| Klasyfikacja generalna \| \| Kolarz \| Kolarz \| Państwo \| Drużyna \| Czas \| \| ---------------------- \| ---------------------- \| ---------------------- \| -------------------------- \| ---------------------- \| \| 1. \| Matteo Jorgenson \| Stany Zjednoczone \| Team Visma \\| Lease a Bike \| 8h 13' 52" \| \| 2. \| Jonas Vingegaard \| Dania \| Team Visma \\| Lease a Bike \| + 6" \| \| 3. \| Michael Matthews \| Australia \| Team Jayco AlUla \| + 21" \| \| 4. \| Ben O’Connor \| Australia \| Team Jayco AlUla \| + 21" \| \| 5. \| Aleksandr Własow \| brak \| Red Bull-Bora-Hansgrohe \| + 31" \| \| 6. \| Florian Lipowitz \| Niemcy \| Red Bull-Bora-Hansgrohe \| + 31" \| \| 7. \| Mauro Schmid \| Szwajcaria \| Team Jayco AlUla \| + 31" \| \| 8. \| Ben Zwiehoff \| Niemcy \| Red Bull-Bora-Hansgrohe \| + 34" \| \| 9. \| Mattias Skjelmose \| Dania \| Lidl-Trek \| + 36" \| \| 10. \| Magnus Sheffield \| Stany Zjednoczone \| Ineos Grenadiers \| + 38" \| |                   |                   |                            |            |
| |                   |                   |                            |            |
| |                   |                   |                            |            |
| Klasyfikacja generalna |                   |                   |                            |            |
| Kolarz | Kolarz            | Państwo           | Drużyna                    | Czas       |
| 1. | Matteo Jorgenson  | Stany Zjednoczone | Team Visma \| Lease a Bike | 8h 13' 52" |
| 2. | Jonas Vingegaard  | Dania             | Team Visma \| Lease a Bike | + 6"       |
| 3. | Michael Matthews  | Australia         | Team Jayco AlUla           | + 21"      |
| 4. | Ben O’Connor      | Australia         | Team Jayco AlUla           | + 21"      |
| 5. | Aleksandr Własow  | brak              | Red Bull-Bora-Hansgrohe    | + 31"      |
| 6. | Florian Lipowitz  | Niemcy            | Red Bull-Bora-Hansgrohe    | + 31"      |
| 7. | Mauro Schmid      | Szwajcaria        | Team Jayco AlUla           | + 31"      |
| 8. | Ben Zwiehoff      | Niemcy            | Red Bull-Bora-Hansgrohe    | + 34"      |
| 9. | Mattias Skjelmose | Dania             | Lidl-Trek                  | + 36"      |
| 10. | Magnus Sheffield  | Stany Zjednoczone | Ineos Grenadiers           | + 38"      |

### Etap 4
| Vichy - La Loge des Gardes | górzysty | (163,4 km) |

| \| Klasyfikacja etapu \| Klasyfikacja etapu \| Klasyfikacja etapu \| Klasyfikacja etapu \| Klasyfikacja etapu \| \| Kolarz \| Kolarz \| Państwo \| Drużyna \| Czas \| \| ------------------ \| ------------------- \| ------------------ \| -------------------------- \| ------------------ \| \| 1. \| João Almeida \| Portugalia \| UAE Team Emirates XRG \| 3h 37' 06" \| \| 2. \| Jonas Vingegaard \| Dania \| Team Visma \\| Lease a Bike \| + 1" \| \| 3. \| Mattias Skjelmose \| Dania \| Lidl-Trek \| + 2" \| \| 4. \| Lenny Martinez \| Francja \| Bahrain Victorious \| + 2" \| \| 5. \| Florian Lipowitz \| Niemcy \| Red Bull-Bora-Hansgrohe \| + 6" \| \| 6. \| Matteo Jorgenson \| Stany Zjednoczone \| Team Visma \\| Lease a Bike \| + 6" \| \| 7. \| Brandon McNulty \| Stany Zjednoczone \| UAE Team Emirates XRG \| + 9" \| \| 8. \| Harold Tejada \| Kolumbia \| XDS Astana Team \| + 17" \| \| 9. \| Thymen Arensman \| Holandia \| Ineos Grenadiers \| + 17" \| \| 10. \| Clément Champoussin \| Francja \| XDS Astana Team \| + 21" \| |                     |                   |                            |            |
| |                     |                   |                            |            |
| |                     |                   |                            |            |
| Klasyfikacja etapu |                     |                   |                            |            |
| Kolarz | Kolarz              | Państwo           | Drużyna                    | Czas       |
| 1. | João Almeida        | Portugalia        | UAE Team Emirates XRG      | 3h 37' 06" |
| 2. | Jonas Vingegaard    | Dania             | Team Visma \| Lease a Bike | + 1"       |
| 3. | Mattias Skjelmose   | Dania             | Lidl-Trek                  | + 2"       |
| 4. | Lenny Martinez      | Francja           | Bahrain Victorious         | + 2"       |
| 5. | Florian Lipowitz    | Niemcy            | Red Bull-Bora-Hansgrohe    | + 6"       |
| 6. | Matteo Jorgenson    | Stany Zjednoczone | Team Visma \| Lease a Bike | + 6"       |
| 7. | Brandon McNulty     | Stany Zjednoczone | UAE Team Emirates XRG      | + 9"       |
| 8. | Harold Tejada       | Kolumbia          | XDS Astana Team            | + 17"      |
| 9. | Thymen Arensman     | Holandia          | Ineos Grenadiers           | + 17"      |
| 10. | Clément Champoussin | Francja           | XDS Astana Team            | + 21"      |

| \| Klasyfikacja generalna \| Klasyfikacja generalna \| Klasyfikacja generalna \| Klasyfikacja generalna \| Klasyfikacja generalna \| \| Kolarz \| Kolarz \| Państwo \| Drużyna \| Czas \| \| ---------------------- \| ---------------------- \| ---------------------- \| -------------------------- \| ---------------------- \| \| 1. \| Jonas Vingegaard \| Dania \| Team Visma \\| Lease a Bike \| 11h 50' 59" \| \| 2. \| Matteo Jorgenson \| Stany Zjednoczone \| Team Visma \\| Lease a Bike \| + 5" \| \| 3. \| Mattias Skjelmose \| Dania \| Lidl-Trek \| + 33" \| \| 4. \| Florian Lipowitz \| Niemcy \| Red Bull-Bora-Hansgrohe \| + 36" \| \| 5. \| João Almeida \| Portugalia \| UAE Team Emirates XRG \| + 37" \| \| 6. \| Thymen Arensman \| Holandia \| Ineos Grenadiers \| + 56" \| \| 7. \| Brandon McNulty \| Stany Zjednoczone \| UAE Team Emirates XRG \| + 58" \| \| 8. \| Tobias Foss \| Norwegia \| Ineos Grenadiers \| + 1' 06" \| \| 9. \| Lenny Martinez \| Francja \| Bahrain Victorious \| + 1' 09" \| \| 10. \| Pablo Castrillo \| Hiszpania \| Movistar Team \| + 1' 22" \| |                   |                   |                            |             |
| |                   |                   |                            |             |
| |                   |                   |                            |             |
| Klasyfikacja generalna |                   |                   |                            |             |
| Kolarz | Kolarz            | Państwo           | Drużyna                    | Czas        |
| 1. | Jonas Vingegaard  | Dania             | Team Visma \| Lease a Bike | 11h 50' 59" |
| 2. | Matteo Jorgenson  | Stany Zjednoczone | Team Visma \| Lease a Bike | + 5"        |
| 3. | Mattias Skjelmose | Dania             | Lidl-Trek                  | + 33"       |
| 4. | Florian Lipowitz  | Niemcy            | Red Bull-Bora-Hansgrohe    | + 36"       |
| 5. | João Almeida      | Portugalia        | UAE Team Emirates XRG      | + 37"       |
| 6. | Thymen Arensman   | Holandia          | Ineos Grenadiers           | + 56"       |
| 7. | Brandon McNulty   | Stany Zjednoczone | UAE Team Emirates XRG      | + 58"       |
| 8. | Tobias Foss       | Norwegia          | Ineos Grenadiers           | + 1' 06"    |
| 9. | Lenny Martinez    | Francja           | Bahrain Victorious         | + 1' 09"    |
| 10. | Pablo Castrillo   | Hiszpania         | Movistar Team              | + 1' 22"    |

### Etap 5
| Saint-Just-en-Chevalet - La Côte-Saint-André | pagórkowaty | (203,3 km) |

| \| Klasyfikacja etapu \| Klasyfikacja etapu \| Klasyfikacja etapu \| Klasyfikacja etapu \| Klasyfikacja etapu \| \| Kolarz \| Kolarz \| Państwo \| Drużyna \| Czas \| \| ------------------ \| ---------------------- \| ------------------ \| -------------------------- \| ------------------ \| \| 1. \| Lenny Martinez \| Francja \| Bahrain Victorious \| 4h 36' 23" \| \| 2. \| Clément Champoussin \| Francja \| XDS Astana Team \| + 3" \| \| 3. \| Matteo Jorgenson \| Stany Zjednoczone \| Team Visma \\| Lease a Bike \| + 3" \| \| 4. \| Harold Tejada \| Kolumbia \| XDS Astana Team \| + 3" \| \| 5. \| Florian Lipowitz \| Niemcy \| Red Bull-Bora-Hansgrohe \| + 6" \| \| 6. \| João Almeida \| Portugalia \| UAE Team Emirates XRG \| + 7" \| \| 7. \| Brandon McNulty \| Stany Zjednoczone \| UAE Team Emirates XRG \| + 11" \| \| 8. \| Ilan Van Wilder \| Belgia \| Soudal Quick-Step \| + 16" \| \| 9. \| Magnus Sheffield \| Stany Zjednoczone \| Ineos Grenadiers \| + 16" \| \| 10. \| Aurélien Paret-Peintre \| Francja \| Decathlon-AG2R La Mondiale \| + 18" \| |                        |                   |                            |            |
| |                        |                   |                            |            |
| |                        |                   |                            |            |
| Klasyfikacja etapu |                        |                   |                            |            |
| Kolarz | Kolarz                 | Państwo           | Drużyna                    | Czas       |
| 1. | Lenny Martinez         | Francja           | Bahrain Victorious         | 4h 36' 23" |
| 2. | Clément Champoussin    | Francja           | XDS Astana Team            | + 3"       |
| 3. | Matteo Jorgenson       | Stany Zjednoczone | Team Visma \| Lease a Bike | + 3"       |
| 4. | Harold Tejada          | Kolumbia          | XDS Astana Team            | + 3"       |
| 5. | Florian Lipowitz       | Niemcy            | Red Bull-Bora-Hansgrohe    | + 6"       |
| 6. | João Almeida           | Portugalia        | UAE Team Emirates XRG      | + 7"       |
| 7. | Brandon McNulty        | Stany Zjednoczone | UAE Team Emirates XRG      | + 11"      |
| 8. | Ilan Van Wilder        | Belgia            | Soudal Quick-Step          | + 16"      |
| 9. | Magnus Sheffield       | Stany Zjednoczone | Ineos Grenadiers           | + 16"      |
| 10. | Aurélien Paret-Peintre | Francja           | Decathlon-AG2R La Mondiale | + 18"      |

| \| Klasyfikacja generalna \| Klasyfikacja generalna \| Klasyfikacja generalna \| Klasyfikacja generalna \| Klasyfikacja generalna \| \| Kolarz \| Kolarz \| Państwo \| Drużyna \| Czas \| \| ---------------------- \| ---------------------- \| ---------------------- \| -------------------------- \| ---------------------- \| \| 1. \| Matteo Jorgenson \| Stany Zjednoczone \| Team Visma \\| Lease a Bike \| 16h 27' 26" \| \| 2. \| Jonas Vingegaard \| Dania \| Team Visma \\| Lease a Bike \| + 22" \| \| 3. \| Florian Lipowitz \| Niemcy \| Red Bull-Bora-Hansgrohe \| + 36" \| \| 4. \| João Almeida \| Portugalia \| UAE Team Emirates XRG \| + 40" \| \| 5. \| Lenny Martinez \| Francja \| Bahrain Victorious \| + 55" \| \| 6. \| Mattias Skjelmose \| Dania \| Lidl-Trek \| + 57" \| \| 7. \| Brandon McNulty \| Stany Zjednoczone \| UAE Team Emirates XRG \| + 1' 05" \| \| 8. \| Thymen Arensman \| Holandia \| Ineos Grenadiers \| + 1' 14" \| \| 9. \| Clément Champoussin \| Francja \| XDS Astana Team \| + 1' 22" \| \| 10. \| Harold Tejada \| Kolumbia \| XDS Astana Team \| + 1' 24" \| |                     |                   |                            |             |
| |                     |                   |                            |             |
| |                     |                   |                            |             |
| Klasyfikacja generalna |                     |                   |                            |             |
| Kolarz | Kolarz              | Państwo           | Drużyna                    | Czas        |
| 1. | Matteo Jorgenson    | Stany Zjednoczone | Team Visma \| Lease a Bike | 16h 27' 26" |
| 2. | Jonas Vingegaard    | Dania             | Team Visma \| Lease a Bike | + 22"       |
| 3. | Florian Lipowitz    | Niemcy            | Red Bull-Bora-Hansgrohe    | + 36"       |
| 4. | João Almeida        | Portugalia        | UAE Team Emirates XRG      | + 40"       |
| 5. | Lenny Martinez      | Francja           | Bahrain Victorious         | + 55"       |
| 6. | Mattias Skjelmose   | Dania             | Lidl-Trek                  | + 57"       |
| 7. | Brandon McNulty     | Stany Zjednoczone | UAE Team Emirates XRG      | + 1' 05"    |
| 8. | Thymen Arensman     | Holandia          | Ineos Grenadiers           | + 1' 14"    |
| 9. | Clément Champoussin | Francja           | XDS Astana Team            | + 1' 22"    |
| 10. | Harold Tejada       | Kolumbia          | XDS Astana Team            | + 1' 24"    |

### Etap 6
| Saint-Julien-en-St-Alban - Berre-l'Étang | płaski | (209,8 km) |

| \| Klasyfikacja etapu \| Klasyfikacja etapu \| Klasyfikacja etapu \| Klasyfikacja etapu \| Klasyfikacja etapu \| \| Kolarz \| Kolarz \| Państwo \| Drużyna \| Czas \| \| ------------------ \| --------------------- \| ------------------ \| -------------------------- \| ------------------ \| \| 1. \| Mads Pedersen \| Dania \| Lidl-Trek \| 4h 25' 37" \| \| 2. \| Joshua Tarling \| Wielka Brytania \| Ineos Grenadiers \| + 0" \| \| 3. \| Samuel Watson \| Wielka Brytania \| Ineos Grenadiers \| + 0" \| \| 4. \| Axel Zingle \| Francja \| Team Visma \\| Lease a Bike \| + 0" \| \| 5. \| Matteo Sobrero \| Włochy \| Red Bull-Bora-Hansgrohe \| + 0" \| \| 6. \| Magnus Sheffield \| Stany Zjednoczone \| Ineos Grenadiers \| + 0" \| \| 7. \| Mattias Skjelmose \| Dania \| Lidl-Trek \| + 0" \| \| 8. \| Matteo Jorgenson \| Stany Zjednoczone \| Team Visma \\| Lease a Bike \| + 0" \| \| 9. \| Maximilian Schachmann \| Niemcy \| Soudal Quick-Step \| + 0" \| \| 10. \| Thymen Arensman \| Holandia \| Ineos Grenadiers \| + 0" \| |                       |                   |                            |            |
| |                       |                   |                            |            |
| |                       |                   |                            |            |
| Klasyfikacja etapu |                       |                   |                            |            |
| Kolarz | Kolarz                | Państwo           | Drużyna                    | Czas       |
| 1. | Mads Pedersen         | Dania             | Lidl-Trek                  | 4h 25' 37" |
| 2. | Joshua Tarling        | Wielka Brytania   | Ineos Grenadiers           | + 0"       |
| 3. | Samuel Watson         | Wielka Brytania   | Ineos Grenadiers           | + 0"       |
| 4. | Axel Zingle           | Francja           | Team Visma \| Lease a Bike | + 0"       |
| 5. | Matteo Sobrero        | Włochy            | Red Bull-Bora-Hansgrohe    | + 0"       |
| 6. | Magnus Sheffield      | Stany Zjednoczone | Ineos Grenadiers           | + 0"       |
| 7. | Mattias Skjelmose     | Dania             | Lidl-Trek                  | + 0"       |
| 8. | Matteo Jorgenson      | Stany Zjednoczone | Team Visma \| Lease a Bike | + 0"       |
| 9. | Maximilian Schachmann | Niemcy            | Soudal Quick-Step          | + 0"       |
| 10. | Thymen Arensman       | Holandia          | Ineos Grenadiers           | + 0"       |

| \| Klasyfikacja generalna \| Klasyfikacja generalna \| Klasyfikacja generalna \| Klasyfikacja generalna \| Klasyfikacja generalna \| \| Kolarz \| Kolarz \| Państwo \| Drużyna \| Czas \| \| ---------------------- \| ---------------------- \| ---------------------- \| -------------------------- \| ---------------------- \| \| 1. \| Matteo Jorgenson \| Stany Zjednoczone \| Team Visma \\| Lease a Bike \| 20h 52' 57" \| \| 2. \| Florian Lipowitz \| Niemcy \| Red Bull-Bora-Hansgrohe \| + 40" \| \| 3. \| Mattias Skjelmose \| Dania \| Lidl-Trek \| + 59" \| \| 4. \| Thymen Arensman \| Holandia \| Ineos Grenadiers \| + 1' 20" \| \| 5. \| João Almeida \| Portugalia \| UAE Team Emirates XRG \| + 2' 40" \| \| 6. \| Tobias Foss \| Norwegia \| Ineos Grenadiers \| + 2' 47" \| \| 7. \| Magnus Sheffield \| Stany Zjednoczone \| Ineos Grenadiers \| + 2' 54" \| \| 8. \| Brandon McNulty \| Stany Zjednoczone \| UAE Team Emirates XRG \| + 3' 05" \| \| 9. \| Clément Champoussin \| Francja \| XDS Astana Team \| + 3' 22" \| \| 10. \| Harold Tejada \| Kolumbia \| XDS Astana Team \| + 3' 24" \| |                     |                   |                            |             |
| |                     |                   |                            |             |
| |                     |                   |                            |             |
| Klasyfikacja generalna |                     |                   |                            |             |
| Kolarz | Kolarz              | Państwo           | Drużyna                    | Czas        |
| 1. | Matteo Jorgenson    | Stany Zjednoczone | Team Visma \| Lease a Bike | 20h 52' 57" |
| 2. | Florian Lipowitz    | Niemcy            | Red Bull-Bora-Hansgrohe    | + 40"       |
| 3. | Mattias Skjelmose   | Dania             | Lidl-Trek                  | + 59"       |
| 4. | Thymen Arensman     | Holandia          | Ineos Grenadiers           | + 1' 20"    |
| 5. | João Almeida        | Portugalia        | UAE Team Emirates XRG      | + 2' 40"    |
| 6. | Tobias Foss         | Norwegia          | Ineos Grenadiers           | + 2' 47"    |
| 7. | Magnus Sheffield    | Stany Zjednoczone | Ineos Grenadiers           | + 2' 54"    |
| 8. | Brandon McNulty     | Stany Zjednoczone | UAE Team Emirates XRG      | + 3' 05"    |
| 9. | Clément Champoussin | Francja           | XDS Astana Team            | + 3' 22"    |
| 10. | Harold Tejada       | Kolumbia          | XDS Astana Team            | + 3' 24"    |

### Etap 7
| Nicea - Auron | górski | (147,8 km) |

| \| Klasyfikacja etapu \| Klasyfikacja etapu \| Klasyfikacja etapu \| Klasyfikacja etapu \| Klasyfikacja etapu \| \| Kolarz \| Kolarz \| Państwo \| Drużyna \| Czas \| \| ------------------ \| ------------------- \| ------------------ \| -------------------------- \| ------------------ \| \| 1. \| Michael Storer \| Australia \| Tudor Pro Cycling Team \| 2h 43' 31" \| \| 2. \| Mauro Schmid \| Szwajcaria \| Team Jayco AlUla \| + 20" \| \| 3. \| Georg Steinhauser \| Niemcy \| EF Education-EasyPost \| + 30" \| \| 4. \| Iván Romeo \| Hiszpania \| Movistar Team \| + 45" \| \| 5. \| Jordan Jegat \| Francja \| Team TotalEnergies \| + 50" \| \| 6. \| Felix Gall \| Austria \| Decathlon-AG2R La Mondiale \| + 57" \| \| 7. \| Lenny Martinez \| Francja \| Bahrain Victorious \| + 1' 04" \| \| 8. \| Florian Lipowitz \| Niemcy \| Red Bull-Bora-Hansgrohe \| + 1' 11" \| \| 9. \| Clément Champoussin \| Francja \| XDS Astana Team \| + 1' 14" \| \| 10. \| Mads Pedersen \| Dania \| Lidl-Trek \| + 1' 14" \| |                     |            |                            |            |
| |                     |            |                            |            |
| |                     |            |                            |            |
| Klasyfikacja etapu |                     |            |                            |            |
| Kolarz | Kolarz              | Państwo    | Drużyna                    | Czas       |
| 1. | Michael Storer      | Australia  | Tudor Pro Cycling Team     | 2h 43' 31" |
| 2. | Mauro Schmid        | Szwajcaria | Team Jayco AlUla           | + 20"      |
| 3. | Georg Steinhauser   | Niemcy     | EF Education-EasyPost      | + 30"      |
| 4. | Iván Romeo          | Hiszpania  | Movistar Team              | + 45"      |
| 5. | Jordan Jegat        | Francja    | Team TotalEnergies         | + 50"      |
| 6. | Felix Gall          | Austria    | Decathlon-AG2R La Mondiale | + 57"      |
| 7. | Lenny Martinez      | Francja    | Bahrain Victorious         | + 1' 04"   |
| 8. | Florian Lipowitz    | Niemcy     | Red Bull-Bora-Hansgrohe    | + 1' 11"   |
| 9. | Clément Champoussin | Francja    | XDS Astana Team            | + 1' 14"   |
| 10. | Mads Pedersen       | Dania      | Lidl-Trek                  | + 1' 14"   |

| \| Klasyfikacja generalna \| Klasyfikacja generalna \| Klasyfikacja generalna \| Klasyfikacja generalna \| Klasyfikacja generalna \| \| Kolarz \| Kolarz \| Państwo \| Drużyna \| Czas \| \| ---------------------- \| ---------------------- \| ---------------------- \| -------------------------- \| ---------------------- \| \| 1. \| Matteo Jorgenson \| Stany Zjednoczone \| Team Visma \\| Lease a Bike \| 23h 37' 42" \| \| 2. \| Florian Lipowitz \| Niemcy \| Red Bull-Bora-Hansgrohe \| + 37" \| \| 3. \| Thymen Arensman \| Holandia \| Ineos Grenadiers \| + 1' 20" \| \| 4. \| Michael Storer \| Australia \| Tudor Pro Cycling Team \| + 2' 25" \| \| 5. \| João Almeida \| Portugalia \| UAE Team Emirates XRG \| + 2' 40" \| \| 6. \| Magnus Sheffield \| Stany Zjednoczone \| Ineos Grenadiers \| + 2' 54" \| \| 7. \| Brandon McNulty \| Stany Zjednoczone \| UAE Team Emirates XRG \| + 3' 05" \| \| 8. \| Clément Champoussin \| Francja \| XDS Astana Team \| + 3' 22" \| \| 9. \| Tobias Foss \| Norwegia \| Ineos Grenadiers \| + 3' 28" \| \| 10. \| Harold Tejada \| Kolumbia \| XDS Astana Team \| + 3' 36" \| |                     |                   |                            |             |
| |                     |                   |                            |             |
| |                     |                   |                            |             |
| Klasyfikacja generalna |                     |                   |                            |             |
| Kolarz | Kolarz              | Państwo           | Drużyna                    | Czas        |
| 1. | Matteo Jorgenson    | Stany Zjednoczone | Team Visma \| Lease a Bike | 23h 37' 42" |
| 2. | Florian Lipowitz    | Niemcy            | Red Bull-Bora-Hansgrohe    | + 37"       |
| 3. | Thymen Arensman     | Holandia          | Ineos Grenadiers           | + 1' 20"    |
| 4. | Michael Storer      | Australia         | Tudor Pro Cycling Team     | + 2' 25"    |
| 5. | João Almeida        | Portugalia        | UAE Team Emirates XRG      | + 2' 40"    |
| 6. | Magnus Sheffield    | Stany Zjednoczone | Ineos Grenadiers           | + 2' 54"    |
| 7. | Brandon McNulty     | Stany Zjednoczone | UAE Team Emirates XRG      | + 3' 05"    |
| 8. | Clément Champoussin | Francja           | XDS Astana Team            | + 3' 22"    |
| 9. | Tobias Foss         | Norwegia          | Ineos Grenadiers           | + 3' 28"    |
| 10. | Harold Tejada       | Kolumbia          | XDS Astana Team            | + 3' 36"    |

### Etap 8
| Nicea - Nicea | górzysty | (119,9 km) |

| \| Klasyfikacja etapu \| Klasyfikacja etapu \| Klasyfikacja etapu \| Klasyfikacja etapu \| Klasyfikacja etapu \| \| Kolarz \| Kolarz \| Państwo \| Drużyna \| Czas \| \| ------------------ \| ---------------------- \| ------------------ \| -------------------------- \| ------------------ \| \| 1. \| Magnus Sheffield \| Stany Zjednoczone \| Ineos Grenadiers \| 2h 48' 37" \| \| 2. \| Matteo Jorgenson \| Stany Zjednoczone \| Team Visma \\| Lease a Bike \| + 29" \| \| 3. \| Felix Gall \| Austria \| Decathlon-AG2R La Mondiale \| + 35" \| \| 4. \| Michael Storer \| Australia \| Tudor Pro Cycling Team \| + 1' 01" \| \| 5. \| Clément Champoussin \| Francja \| XDS Astana Team \| + 1' 01" \| \| 6. \| Florian Lipowitz \| Niemcy \| Red Bull-Bora-Hansgrohe \| + 1' 01" \| \| 7. \| Thymen Arensman \| Holandia \| Ineos Grenadiers \| + 1' 01" \| \| 8. \| Aleksandr Własow \| brak \| Red Bull-Bora-Hansgrohe \| + 1' 04" \| \| 9. \| Ilan Van Wilder \| Belgia \| Soudal Quick-Step \| + 1' 40" \| \| 10. \| Aurélien Paret-Peintre \| Francja \| Decathlon-AG2R La Mondiale \| + 1' 00" \| |                        |                   |                            |            |
| |                        |                   |                            |            |
| |                        |                   |                            |            |
| Klasyfikacja etapu |                        |                   |                            |            |
| Kolarz | Kolarz                 | Państwo           | Drużyna                    | Czas       |
| 1. | Magnus Sheffield       | Stany Zjednoczone | Ineos Grenadiers           | 2h 48' 37" |
| 2. | Matteo Jorgenson       | Stany Zjednoczone | Team Visma \| Lease a Bike | + 29"      |
| 3. | Felix Gall             | Austria           | Decathlon-AG2R La Mondiale | + 35"      |
| 4. | Michael Storer         | Australia         | Tudor Pro Cycling Team     | + 1' 01"   |
| 5. | Clément Champoussin    | Francja           | XDS Astana Team            | + 1' 01"   |
| 6. | Florian Lipowitz       | Niemcy            | Red Bull-Bora-Hansgrohe    | + 1' 01"   |
| 7. | Thymen Arensman        | Holandia          | Ineos Grenadiers           | + 1' 01"   |
| 8. | Aleksandr Własow       | brak              | Red Bull-Bora-Hansgrohe    | + 1' 04"   |
| 9. | Ilan Van Wilder        | Belgia            | Soudal Quick-Step          | + 1' 40"   |
| 10. | Aurélien Paret-Peintre | Francja           | Decathlon-AG2R La Mondiale | + 1' 00"   |

## Klasyfikacje końcowe

### Klasyfikacja generalna
| \| Klasyfikacja generalna \| Klasyfikacja generalna \| Klasyfikacja generalna \| Klasyfikacja generalna \| Klasyfikacja generalna \| \| Kolarz \| Kolarz \| Państwo \| Drużyna \| Czas \| \| ---------------------- \| ---------------------- \| ---------------------- \| -------------------------- \| ---------------------- \| \| 1. \| Matteo Jorgenson \| Stany Zjednoczone \| Team Visma \\| Lease a Bike \| 26h 26' 42" \| \| 2. \| Florian Lipowitz \| Niemcy \| Red Bull-Bora-Hansgrohe \| + 1' 15" \| \| 3. \| Thymen Arensman \| Holandia \| Ineos Grenadiers \| + 1' 58" \| \| 4. \| Magnus Sheffield \| Stany Zjednoczone \| Ineos Grenadiers \| + 2' 17" \| \| 5. \| Michael Storer \| Australia \| Tudor Pro Cycling Team \| + 3' 03" \| \| 6. \| João Almeida \| Portugalia \| UAE Team Emirates XRG \| + 3' 57" \| \| 7. \| Clément Champoussin \| Francja \| XDS Astana Team \| + 4' 00" \| \| 8. \| Harold Tejada \| Kolumbia \| XDS Astana Team \| + 4' 53" \| \| 9. \| Tobias Foss \| Norwegia \| Ineos Grenadiers \| + 4' 59" \| \| 10. \| Ilan Van Wilder \| Belgia \| Soudal Quick-Step \| + 5' 26" \| \| 11. \| Pablo Castrillo \| Hiszpania \| Movistar Team \| + 5' 45" \| \| 12. \| Aurélien Paret-Peintre \| Francja \| Decathlon-AG2R La Mondiale \| + 6' 07" \| \| 13. \| Guillaume Martin \| Francja \| Groupama-FDJ \| + 6' 43" \| \| 14. \| Ben O’Connor \| Australia \| Team Jayco AlUla \| + 8' 51" \| \| 15. \| William Barta \| Stany Zjednoczone \| Movistar Team \| + 9' 53" \| |                        |                   |                            |             |
| |                        |                   |                            |             |
| |                        |                   |                            |             |
| Klasyfikacja generalna |                        |                   |                            |             |
| Kolarz | Kolarz                 | Państwo           | Drużyna                    | Czas        |
| 1. | Matteo Jorgenson       | Stany Zjednoczone | Team Visma \| Lease a Bike | 26h 26' 42" |
| 2. | Florian Lipowitz       | Niemcy            | Red Bull-Bora-Hansgrohe    | + 1' 15"    |
| 3. | Thymen Arensman        | Holandia          | Ineos Grenadiers           | + 1' 58"    |
| 4. | Magnus Sheffield       | Stany Zjednoczone | Ineos Grenadiers           | + 2' 17"    |
| 5. | Michael Storer         | Australia         | Tudor Pro Cycling Team     | + 3' 03"    |
| 6. | João Almeida           | Portugalia        | UAE Team Emirates XRG      | + 3' 57"    |
| 7. | Clément Champoussin    | Francja           | XDS Astana Team            | + 4' 00"    |
| 8. | Harold Tejada          | Kolumbia          | XDS Astana Team            | + 4' 53"    |
| 9. | Tobias Foss            | Norwegia          | Ineos Grenadiers           | + 4' 59"    |
| 10. | Ilan Van Wilder        | Belgia            | Soudal Quick-Step          | + 5' 26"    |
| 11. | Pablo Castrillo        | Hiszpania         | Movistar Team              | + 5' 45"    |
| 12. | Aurélien Paret-Peintre | Francja           | Decathlon-AG2R La Mondiale | + 6' 07"    |
| 13. | Guillaume Martin       | Francja           | Groupama-FDJ               | + 6' 43"    |
| 14. | Ben O’Connor           | Australia         | Team Jayco AlUla           | + 8' 51"    |
| 15. | William Barta          | Stany Zjednoczone | Movistar Team              | + 9' 53"    |

| Klasyfikacja punktowa | Klasyfikacja punktowa | Klasyfikacja punktowa | Klasyfikacja punktowa      | Klasyfikacja punktowa |
| Kolarz                | Kolarz                | Państwo               | Drużyna                    | Punkty                |
| --------------------- | --------------------- | --------------------- | -------------------------- | --------------------- |
| 1.                    | Mads Pedersen         | Dania                 | Lidl-Trek                  | 62 pkt                |
| 2.                    | Matteo Jorgenson      | Stany Zjednoczone     | Team Visma \| Lease a Bike | 57 pkt                |
| 3.                    | Magnus Sheffield      | Stany Zjednoczone     | Ineos Grenadiers           | 41 pkt                |
| 4.                    | Axel Zingle           | Francja               | Team Visma \| Lease a Bike | 36 pkt                |
| 5.                    | Michael Storer        | Australia             | Tudor Pro Cycling Team     | 33 pkt                |
| 6.                    | Florian Lipowitz      | Niemcy                | Red Bull-Bora-Hansgrohe    | 28 pkt                |
| 7.                    | Lenny Martinez        | Francja               | Bahrain Victorious         | 27 pkt                |
| 8.                    | Timo Kielich          | Belgia                | Alpecin-Deceuninck         | 26 pkt                |
| 9.                    | Joshua Tarling        | Wielka Brytania       | Ineos Grenadiers           | 22 pkt                |
| 10.                   | Émilien Jeannière     | Francja               | Team TotalEnergies         | 22 pkt                |

| Klasyfikacja punktowa | Klasyfikacja punktowa | Klasyfikacja punktowa | Klasyfikacja punktowa      | Klasyfikacja punktowa |
| Kolarz                | Kolarz                | Państwo               | Drużyna                    | Punkty                |
| --------------------- | --------------------- | --------------------- | -------------------------- | --------------------- |
| 1.                    | Mads Pedersen         | Dania                 | Lidl-Trek                  | 62 pkt                |
| 2.                    | Matteo Jorgenson      | Stany Zjednoczone     | Team Visma \| Lease a Bike | 57 pkt                |
| 3.                    | Magnus Sheffield      | Stany Zjednoczone     | Ineos Grenadiers           | 41 pkt                |
| 4.                    | Axel Zingle           | Francja               | Team Visma \| Lease a Bike | 36 pkt                |
| 5.                    | Michael Storer        | Australia             | Tudor Pro Cycling Team     | 33 pkt                |
| 6.                    | Florian Lipowitz      | Niemcy                | Red Bull-Bora-Hansgrohe    | 28 pkt                |
| 7.                    | Lenny Martinez        | Francja               | Bahrain Victorious         | 27 pkt                |
| 8.                    | Timo Kielich          | Belgia                | Alpecin-Deceuninck         | 26 pkt                |
| 9.                    | Joshua Tarling        | Wielka Brytania       | Ineos Grenadiers           | 22 pkt                |
| 10.                   | Émilien Jeannière     | Francja               | Team TotalEnergies         | 22 pkt                |

| Klasyfikacja górska | Klasyfikacja górska | Klasyfikacja górska | Klasyfikacja górska        | Klasyfikacja górska |
| Kolarz              | Kolarz              | Państwo             | Drużyna                    | Punkty              |
| ------------------- | ------------------- | ------------------- | -------------------------- | ------------------- |
| 1.                  | Thomas Gachignard   | Francja             | Team TotalEnergies         | 21 pkt              |
| 2.                  | Michael Storer      | Australia           | Tudor Pro Cycling Team     | 20 pkt              |
| 3.                  | João Almeida        | Portugalia          | UAE Team Emirates XRG      | 20 pkt              |
| 4.                  | Alexandre Delettre  | Francja             | Team TotalEnergies         | 17 pkt              |
| 5.                  | Lenny Martinez      | Francja             | Bahrain Victorious         | 14 pkt              |
| 6.                  | Tobias Foss         | Norwegia            | Ineos Grenadiers           | 14 pkt              |
| 7.                  | Magnus Sheffield    | Stany Zjednoczone   | Ineos Grenadiers           | 12 pkt              |
| 8.                  | Matteo Jorgenson    | Stany Zjednoczone   | Team Visma \| Lease a Bike | 12 pkt              |
| 9.                  | Aleksandr Własow    | brak                | Red Bull-Bora-Hansgrohe    | 11 pkt              |
| 10.                 | Joshua Tarling      | Wielka Brytania     | Ineos Grenadiers           | 10 pkt              |

| Klasyfikacja górska | Klasyfikacja górska | Klasyfikacja górska | Klasyfikacja górska        | Klasyfikacja górska |
| Kolarz              | Kolarz              | Państwo             | Drużyna                    | Punkty              |
| ------------------- | ------------------- | ------------------- | -------------------------- | ------------------- |
| 1.                  | Thomas Gachignard   | Francja             | Team TotalEnergies         | 21 pkt              |
| 2.                  | Michael Storer      | Australia           | Tudor Pro Cycling Team     | 20 pkt              |
| 3.                  | João Almeida        | Portugalia          | UAE Team Emirates XRG      | 20 pkt              |
| 4.                  | Alexandre Delettre  | Francja             | Team TotalEnergies         | 17 pkt              |
| 5.                  | Lenny Martinez      | Francja             | Bahrain Victorious         | 14 pkt              |
| 6.                  | Tobias Foss         | Norwegia            | Ineos Grenadiers           | 14 pkt              |
| 7.                  | Magnus Sheffield    | Stany Zjednoczone   | Ineos Grenadiers           | 12 pkt              |
| 8.                  | Matteo Jorgenson    | Stany Zjednoczone   | Team Visma \| Lease a Bike | 12 pkt              |
| 9.                  | Aleksandr Własow    | brak                | Red Bull-Bora-Hansgrohe    | 11 pkt              |
| 10.                 | Joshua Tarling      | Wielka Brytania     | Ineos Grenadiers           | 10 pkt              |

| Klasyfikacja młodzieżowa | Klasyfikacja młodzieżowa | Klasyfikacja młodzieżowa | Klasyfikacja młodzieżowa | Klasyfikacja młodzieżowa |
| Kolarz                   | Kolarz                   | Państwo                  | Drużyna                  | Czas                     |
| ------------------------ | ------------------------ | ------------------------ | ------------------------ | ------------------------ |
| 1.                       | Florian Lipowitz         | Niemcy                   | Red Bull-Bora-Hansgrohe  | 26h 27' 57"              |
| 2.                       | Magnus Sheffield         | Stany Zjednoczone        | Ineos Grenadiers         | + 1' 02"                 |
| 3.                       | Ilan Van Wilder          | Belgia                   | Soudal Quick-Step        | + 4' 11"                 |
| 4.                       | Pablo Castrillo          | Hiszpania                | Movistar Team            | + 4' 30"                 |
| 5.                       | Raúl García Pierna       | Hiszpania                | Arkéa-B&B Hotels         | + 8' 52"                 |
| 6.                       | Iván Romeo               | Hiszpania                | Movistar Team            | + 13' 33"                |
| 7.                       | Lenny Martinez           | Francja                  | Bahrain Victorious       | + 16' 13"                |
| 8.                       | Joshua Tarling           | Wielka Brytania          | Ineos Grenadiers         | + 17' 06"                |
| 9.                       | Johannes Kulset          | Norwegia                 | Uno-X Mobility           | + 21' 13"                |
| 10.                      | Georg Steinhauser        | Niemcy                   | EF Education-EasyPost    | + 29' 13"                |

| Klasyfikacja młodzieżowa | Klasyfikacja młodzieżowa | Klasyfikacja młodzieżowa | Klasyfikacja młodzieżowa | Klasyfikacja młodzieżowa |
| Kolarz                   | Kolarz                   | Państwo                  | Drużyna                  | Czas                     |
| ------------------------ | ------------------------ | ------------------------ | ------------------------ | ------------------------ |
| 1.                       | Florian Lipowitz         | Niemcy                   | Red Bull-Bora-Hansgrohe  | 26h 27' 57"              |
| 2.                       | Magnus Sheffield         | Stany Zjednoczone        | Ineos Grenadiers         | + 1' 02"                 |
| 3.                       | Ilan Van Wilder          | Belgia                   | Soudal Quick-Step        | + 4' 11"                 |
| 4.                       | Pablo Castrillo          | Hiszpania                | Movistar Team            | + 4' 30"                 |
| 5.                       | Raúl García Pierna       | Hiszpania                | Arkéa-B&B Hotels         | + 8' 52"                 |
| 6.                       | Iván Romeo               | Hiszpania                | Movistar Team            | + 13' 33"                |
| 7.                       | Lenny Martinez           | Francja                  | Bahrain Victorious       | + 16' 13"                |
| 8.                       | Joshua Tarling           | Wielka Brytania          | Ineos Grenadiers         | + 17' 06"                |
| 9.                       | Johannes Kulset          | Norwegia                 | Uno-X Mobility           | + 21' 13"                |
| 10.                      | Georg Steinhauser        | Niemcy                   | EF Education-EasyPost    | + 29' 13"                |

| Klasyfikacja drużynowa | Klasyfikacja drużynowa          | Klasyfikacja drużynowa       | Klasyfikacja drużynowa |
| Drużyna                | Drużyna                         | Państwo                      | Czas                   |
| ---------------------- | ------------------------------- | ---------------------------- | ---------------------- |
| 1.                     | Ineos Grenadiers                | Wielka Brytania              | 79h 29' 04"            |
| 2.                     | Movistar Team                   | Hiszpania                    | + 15' 32"              |
| 3.                     | Red Bull-BORA-hansgrohe         | Niemcy                       | + 24' 30"              |
| 4.                     | XDS Astana Team                 | Kazachstan                   | + 25' 20"              |
| 5.                     | Decathlon AG2R La Mondiale Team | Francja                      | + 25' 51"              |
| 6.                     | UAE Team Emirates XRG           | Zjednoczone Emiraty Arabskie | + 31' 05"              |
| 7.                     | Groupama-FDJ                    | Francja                      | + 40' 13"              |
| 8.                     | Team Jayco AlUla                | Australia                    | + 45' 01"              |
| 9.                     | Team Visma \| Lease a Bike      | Holandia                     | + 45' 50"              |
| 10.                    | Tudor Pro Cycling Team          | Szwajcaria                   | + 53' 02"              |

| Klasyfikacja drużynowa | Klasyfikacja drużynowa          | Klasyfikacja drużynowa       | Klasyfikacja drużynowa |
| Drużyna                | Drużyna                         | Państwo                      | Czas                   |
| ---------------------- | ------------------------------- | ---------------------------- | ---------------------- |
| 1.                     | Ineos Grenadiers                | Wielka Brytania              | 79h 29' 04"            |
| 2.                     | Movistar Team                   | Hiszpania                    | + 15' 32"              |
| 3.                     | Red Bull-BORA-hansgrohe         | Niemcy                       | + 24' 30"              |
| 4.                     | XDS Astana Team                 | Kazachstan                   | + 25' 20"              |
| 5.                     | Decathlon AG2R La Mondiale Team | Francja                      | + 25' 51"              |
| 6.                     | UAE Team Emirates XRG           | Zjednoczone Emiraty Arabskie | + 31' 05"              |
| 7.                     | Groupama-FDJ                    | Francja                      | + 40' 13"              |
| 8.                     | Team Jayco AlUla                | Australia                    | + 45' 01"              |
| 9.                     | Team Visma \| Lease a Bike      | Holandia                     | + 45' 50"              |
| 10.                    | Tudor Pro Cycling Team          | Szwajcaria                   | + 53' 02"              |

### Liderzy klasyfikacji
| Etap   |                         | Pierwsze miejsce _         | Klasyfikacja generalna | Punktowa      | Górska             | Młodzieżowa       | Najaktywniejszych | Drużynowa                  |
| ------ | ----------------------- | -------------------------- | ---------------------- | ------------- | ------------------ | ----------------- | ----------------- | -------------------------- |
| 1      | pagórkowaty             | Tim Merlier                | Tim Merlier            | Tim Merlier   | Alexandre Delettre | Magnus Sheffield  | Samuel Fernández  | XDS Astana Team            |
| 2      | płaski                  | Tim Merlier                | Tim Merlier            | Tim Merlier   | Alexandre Delettre | Mick van Dijke    | Jonas Abrahamsen  | XDS Astana Team            |
| 3      | jazda drużynowa na czas | Team Visma \| Lease a Bike | Matteo Jorgenson       | Tim Merlier   | Alexandre Delettre | Florian Lipowitz  | brak danych       | Team Visma \| Lease a Bike |
| 4      | górzysty                | João Almeida               | Jonas Vingegaard       | Tim Merlier   | João Almeida       | Mattias Skjelmose | Tobias Foss       | Ineos Grenadiers           |
| 5      | pagórkowaty             | Lenny Martinez             | Matteo Jorgenson       | Tim Merlier   | João Almeida       | Florian Lipowitz  | Ben Swift         | Ineos Grenadiers           |
| 6      | płaski                  | Mads Pedersen              | Matteo Jorgenson       | Mads Pedersen | Thomas Gachignard  | Florian Lipowitz  | Rémi Cavagna      | Ineos Grenadiers           |
| 7      | górski                  | Michael Storer             | Matteo Jorgenson       | Mads Pedersen | Thomas Gachignard  | Florian Lipowitz  | Michael Storer    | Ineos Grenadiers           |
| 8      | górzysty                | Magnus Sheffield           | Matteo Jorgenson       | Mads Pedersen | Thomas Gachignard  | Florian Lipowitz  | Mads Pedersen     | Ineos Grenadiers           |
| Koniec | Koniec                  |                            | Matteo Jorgenson       | Mads Pedersen | Thomas Gachignard  | Florian Lipowitz  | brak danych       | Ineos Grenadiers           |